# Endless Mountains
Le Endless Mountains sono una catena montuosa nel situata nella parte nord orientale della Pennsylvania. Questa regione include le contee di Bradford, Sullivan, Susquehanna, e Wyoming. La cima più alta della regione è il North Knob of Elk Mountain alto 821 metri.

## Storia e geografia

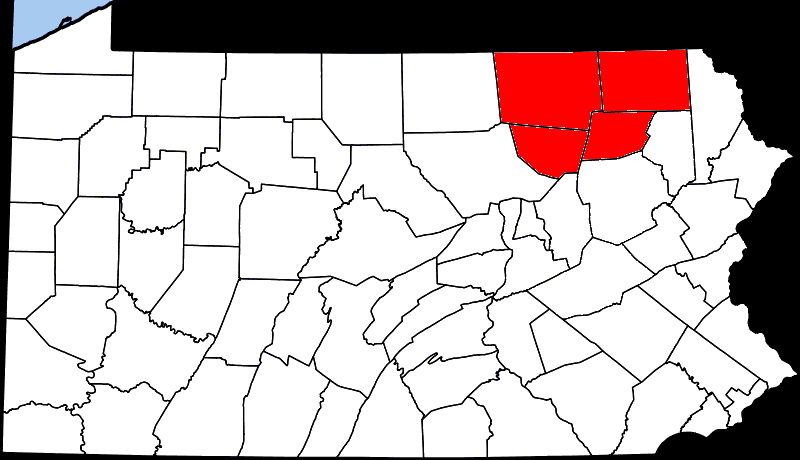
Contee che compongono la regione delle Endless Mountains in Pennsylvania

Parte della catena degli Appalachi, la regione non è costituita di vere e proprie montagne geologicamente parlando, ma piuttosto di parti di altopiano facenti parte dell'altopiano di Allegheny. Le Catskill Mountains sono il punto più alto dell'altopiano, sono poste ad est delle Endless Mountains, e da esse separate dal Fiume Delaware.
La geografia attuale è lievemente cambiata durante l'ultima Era glaciale dal Ghiacciaio Wisconsin circa 15,000 anni fa. Striature glaciali possono essere trovate nelle rocce delle creste più alte.
Le "montagne" sono fatte di roccia sedimentaria, perlopiù arenaria e shale, formati da sedimenti erosi dalle montagne a sud est.